# Alexis Hallette
Pour les articles homonymes, voir Hallett.
Alexis Hallette (parfois écrit Alexis Halette), né à Lille le 14 avril 1788 (originaire de Heuchin) et décédé le 3 juillet 1846, fut un précurseur de l'industrie moderne.

## Biographie
Son père, fabricant de fils et de lacets, lui donne le goût de la mécanique. Alexis Hallette s'installe à Arras en 1812 et s'associe à Crespel-Delisse en concevant les premières machines pour la fabrication du sucre de betterave.
Avec des ateliers couvrant plus de deux hectares et employant 800 ouvriers, il perfectionne un nombre impressionnant de machines dans des domaines très différents : chaudières, bateau-dragueur, presse hydraulique pour les moulins à huile, machines à vapeur, et enfin, il s'intéresse au chemin de fer.
En 1828, lorsque Marc Seguin commande deux locomotives aux ateliers de Stephenson à Newcastle, comme modèle pour le chemin de fer de Saint-Étienne à Lyon en cours de construction, l'une est confiée à Alexis Hallette. Il ne produit d'abord que des pièces détachées. Il faut attendre 10 ans pour que sortent de ses ateliers les premières locomotives pour la Compagnie des chemins de fer du Nord. Il les perfectionne et, pour éviter le mouvement de lacet si désagréable sur les premiers chemins de fer, il rapproche leurs cylindres.
En 1842, il organise ses ateliers pour y produire douze locomotives par an au prix de 48 000 francs pièce. La première est essayée à Arras le 3 août 1845. 
En 1846, pour assurer la pérennité de son entreprise et lui donner une assise financière plus solide, il crée par acte notarié devant maître Hailig, notaire à Paris, la société en commandite par actions "Alfred Hallette et compagnie" dont la gérance est assurée par son fils Alfred. C'est auprès de ce dernier que la Compagnie du chemin de fer de Montereau à Troyes commanda 16 locomotives à vapeur et 10 tenders pour l'exploitation de la ligne. Une seule est conservée actuellement, il s'agit de la "Sézanne" visible au Musée du chemin de fer à Mulhouse. Cette locomotive à une seule roue motrice a circulé de 1848 à 1871.
Alors que Marc Seguin met au point la chaudière tubulaire qui décuple la production de la vapeur, Alexis Hallette s'engage dans une autre voie. À cette époque, trois systèmes de locomotion sur rail s'affrontent ; le système tractif qui comporte des machines à vapeur fixes tirant les wagons par câble, le système locomotif qui l'a finalement emporté et le système atmosphérique. Ce système ne comprend plus de locomotive, mais un tube de 0,50 m de diamètre, placé entre les rails et où se trouve un piston devant lequel on fait le vide et qui se déplace grâce à la pression atmosphérique. Ce piston est relié à l'essieu du wagon par une tige de fer qui coulisse par une ouverture longitudinale ménagée dans la partie supérieure du tube. Mais un problème se pose : comment conserver l'herméticité de l'ouverture donnant accès à la tige ? Hallette met huit ans à le résoudre. En 1843 il trouve un procédé très simple : les rebords parallèles du tube propulseur sont munis de lèvres artificielles. Sa trouvaille est alors saluée comme révolutionnaire. Une commission d'experts conclut à la supériorité du système atmosphérique qui supprime, dans le convoi, la moitié de son poids constitué par la locomotive et le tender. De plus, les risques d'incendie sont éliminés, le coût du chemin de fer en est réduit. Mais les Anglais travaillent aussi sur ce projet et Hallette qui connaît des problèmes d'argent doit se résigner à leur vendre son procédé.
Il meurt sans successeur le 3 juillet 1846 à Hesdin, au retour d'un voyage en Angleterre où une société anglaise faisait des essais sur son invention.

## Hommage
- Décoré de la Légion d'honneur par Charles X en 1827[4].
- « Rue Alexis Hallette » à Arras[5]
- « Rue Alexis Hallette » à Lens[6]

## Locomotive préservée
La collection du musée du chemin de fer (Cité du train) à Mulhouse présente une locomotive de la Compagnie du chemin de fer de Montereau à Troyes de type Stephenson 1-1-1 « long boiler » ; locomotive no 5 de la compagnie, baptisées « Sézanne ». Cette locomotive, partie d’un lot de seize locomotives commandées en 1845 à Alfred Hallette (fils d’Alexis Hallette), a été construite en 1847 et livrée à la compagnie Montereau - Troyes en 1848 (arrêté préfectoral d’autorisation de circuler du 19 avril 1848) avant d’incorporer, après la fusion, la Compagnie des chemins de fer de l'Est sous le no 291.